# زاودلارن
زاودلارن (نوردنفيلد: Zuudlaoren) هي قرية في بلدية تينالو بمقاطعة درينته شمالي هولندا.

## أعلام
- مارتن كوسمان